# Affonsea
Affonsea là một chi thực vật có hoa trong họ Đậu.